# Alloteropsis semialata
Alloteropsis semialata är en gräsart som först beskrevs av Robert Brown, och fick sitt nu gällande namn av Albert Spear Hitchcock. Alloteropsis semialata ingår i släktet Alloteropsis och familjen gräs. Utöver nominatformen finns också underarten A. s. eckloniana.